# Asbach-Grünzug

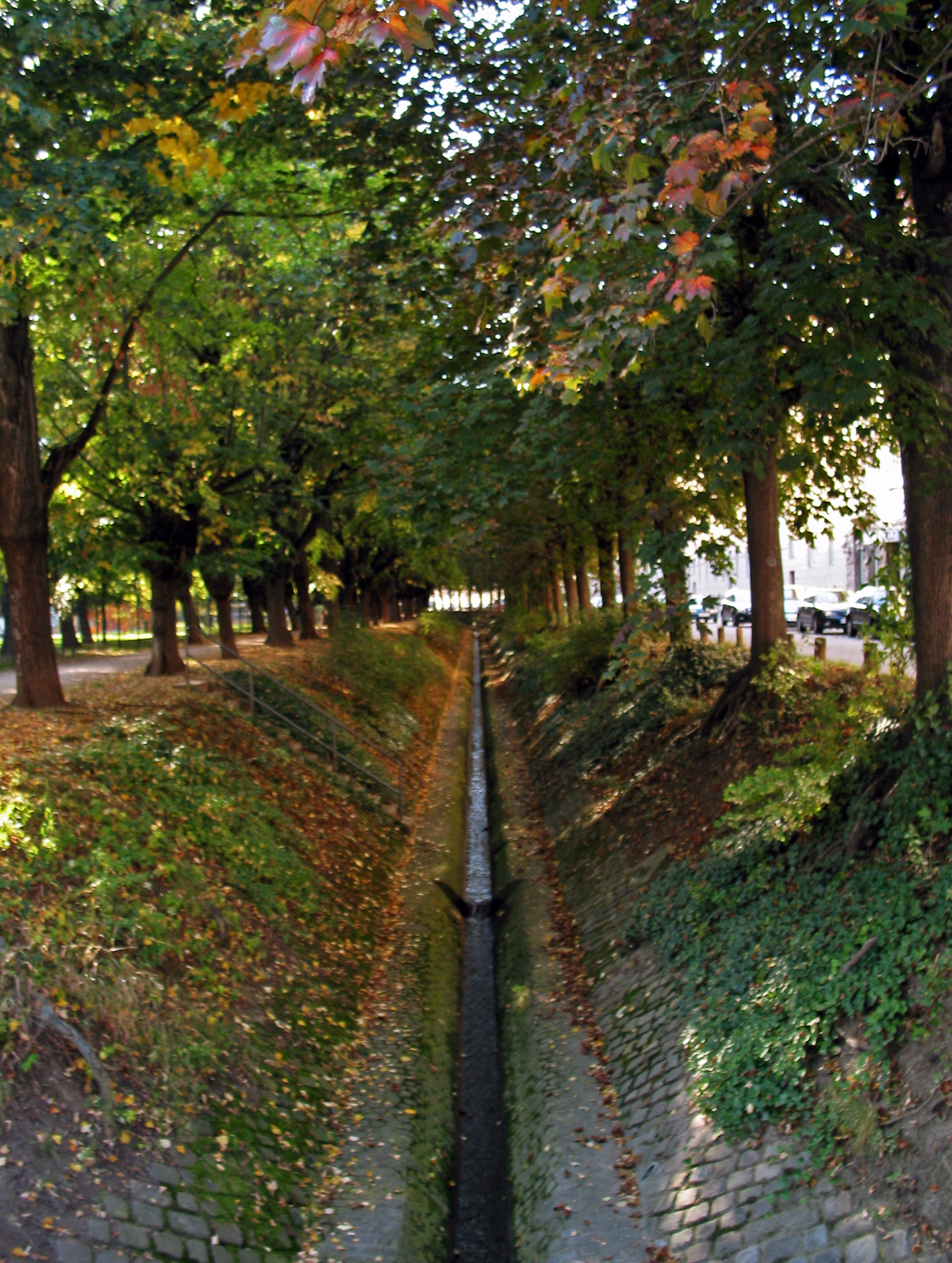
Asbach-Graben am Schwanseebad mit Ahorn-Allee

Der Asbach-Grünzug (auch Asbachgrünzug geschrieben) ist ein künstlich angelegter Grüngürtel an der Nordseite der Stadt Weimar, der Nordvorstadt.

## Geografische Lage
Begrenzt wird der Asbach-Grünzug im Norden von der Bechsteinstraße, der Müllerhartungstraße und der Fuldaer Straße, im Westen von der Florian-Geyer-Straße, im Süden von der Schwanseestraße und im Osten von der Karl-Liebknecht-Straße, die zugleich westliche Begrenzung der Jakobsvorstadt ist.

## Geschichte
Benannt ist der Asbach-Grünzug nach dem vorbeifließenden Asbach, der teils offen, teils verdolt ist. Realisiert wurde der Grünzug von dem Weimarer Stadtbaudirektor August Lehrmann um 1920 nach Entwürfen von Max Vogeler von 1917 und deren Erweiterungen durch August Lehrmann. Es galt als eine der ambitioniertesten Grünflächenplanungen in Deutschland. Die Planungen liefen unter der Bezeichnung „Kulturprojekt Weimar“.
Der Asbach-Grünzug ist ein Denkmal der Garten- und Landschaftsgestaltung in Weimar und wurde 1993 unter Schutz gestellt. Sein Erhalt ist ein „Nationales Städtebauprojekt“. Ein Teil des östlichen Asbach-Grünzugs musste dem Bau des Gauforums weichen. In diesem Bereich steht seit 2019 das Bauhaus-Museum auf dem Stéphane-Hessel-Platz. Außerdem ist er Bestandteil des Quartier Weimarer Moderne.

## Anlage
Der Asbach-Grünzug umfasst 16 ha Fläche. Zu den Besonderheiten zählt die ca. 1,5 km lange Linden- und Ahornallee entlang der Asbachstraße. In den Grünzug eingebettet sind das Vimaria-Stadion und dessen Vorplatz, das 1928 eröffnete Schwanseebad und der Weimarhallenpark. In diesem Projekt war auch eine Stadthalle vorgesehen, die dann 1931 zur Weimarhalle wurde.